# Romaneio
Romaneio é o procedimento utilizado entre matrizes e filiais para a transferência de insumos, mercadorias ou produtos que constam em estoque. Também é usado para entrega de documentos.
Também pode-se definir como: documento que informa como o produto está organizado (embalado) em relação aos volumes. Ou seja, diz em que volume encontra-se determinado produto, ou ainda, o conteúdo de determinado volume.
Para definir um plano de corte em chapas de moderador, é preciso determinar a organização das peças de acordo com o seu tamanho e posição, este processo é chamado de "romaneio de chapas". Algumas empresas utilizam o termo "romaneio" também para definir um carregamento de mercadorias a serem entregues em uma determinada rota a um ou mais receptores (clientes) dentro ou fora da cidade em que está estabelecida, fazendo um tipo de listagem detalhada dos produtos que serão aplicados a essa entrega. Nesse caso é gerado um documento em que constam todos os produtos com seus dados respectivos tais como: quantidade, preço, peso entre outros.
Com esse documento pode ser facilitada a prevenção contra erros na entrega das mercadorias ou até mesmo pode ajudar a prevenir furtos ou roubos de cargas. Esse procedimento não é muito diferente de uma transferência entre matrizes e filiais e é caracterizado da mesma forma, mas na maioria das vezes e na prática as empresas de pequeno porte tratam o romaneio simplesmente como um documento ou procedimento de controle.
Para minimizar custos, o romaneio pode ser gerado através de técnicas de pesquisa operacional e programação linear.
Na prestação de serviços as organizações utilizam o termo "romaneio" de nota fiscal de prestação de serviços para demonstrar a distribuição dos serviços prestados para mais de um município, prestação esta acobertada por uma determinada nota fiscal, muito útil para a fiscalização dos municípios quanto a determinação da base de cálculo do ISS e para se evitar a invasão de competências tributárias entre municípios.
Romaneio de Carga (Packing-List)
O romaneio de carga é o documento de embarque que discrimina todas as mercadorias embarcadas ou todos os componentes de uma carga em quantas partes estiver fracionada. O romaneio tem o objetivo de dar a conhecer detalhadamente como a mercadoria está apresentada, a fim de facilitar a identificação e localização de qualquer produto dentro de um lote, além de facilitar a conferência da mercadoria por parte da fiscalização, tanto no embarque como no desembarque.
Não existe um modelo padrão para este documento. Contém comumente os seguintes elementos:
1. quantidade total de volumes (embalagem);
2. marcação dos volumes;
3. identificação dos volumes por ordem numérica; e
4. espécie de embalagens (caixa, pallet etc) contendo peso líquido, peso bruto, dimensões unitárias e o volume total da carga.

Às cargas que não são compostas por vários volumes - por exemplo, granéis - e aquelas que elas próprias se identificam - por exemplo, automóveis, pelo número do chassi - não se aplica o uso de packing-list.
A não-apresentação do romaneio de carga (packing-list) na instrução do despacho aduaneiro enseja a aplicação da multa de R$ 500,00 (quinhentos reais) prevista na alínea “e”, inciso VIII do art. 728 do Regulamento Aduaneiro.
[[Categoria:Transporte
1. ↑  http://www.receita.fazenda.gov.br